# 조선영 (사이클 선수)

조선영 (1993년 4월 22일 ~)은 한국 여성 트랙 사이클리스트이다. 그녀는 2016 아시아 사이클링 챔피언십에서 팀 스프린트에서 은메달을 수상했다.

## 경력 결과
2015년
2 차 스프린트, 일본 트랙 컵
양양 국제 트랙 대회
아시아 컵
제 2 게린
스프린트
2016년
2 위 링크= 아시안 트랙 챔피언십 팀 스프린트 ( 이혜진 과 함께)
2017년
2 위 링크= 500m 타임 트라이얼, 아시아 트랙 챔피언십

## 참고 문헌
1. ↑  “2016 Asia Cycling Championships: Entries list track cycling women” (PDF). cycling-championships.asi. 2016년 6월 29일에 원본 문서 (PDF)에서 보존된 문서. 2016년 2월 1일에 확인함.
2. ↑  “Cho Sunyoung”. cyclingarchives.com. 2016년 2월 1일에 확인함.